# Lista odcinków serialu Szpiegowska rodzinka
W artykule znajduje się opis odcinków serialu fabularnego Szpiegowska rodzinka, emitowanego w Polsce na kanale Cartoon Network.

## Streszczenia odcinków

### Seria pierwsza
| odc. | Polski tytuł                                | Angielski tytuł                                  | Premiera w Polsce |
| --- | ------------------------------------------- | ------------------------------------------------ | ----------------- |
| 01 | „W potrzasku”                               | „The Lock-In Affair”                             | 3 grudnia 2007    |
| Zbliża się przedstawienie w szkole Spike’a i Elle. Tymczasem w domu rodzice dowiadują się o roli, którą ma grać Elle. Chcą aby miała główną rolę, więc postanawiają wkroczyć do akcji. Gdy następuje ten dzień, Spike podrabia podpis matki i wrabia ojca, aby tylko nie wystąpić. Ma on grać czarnoksiężnika. Postanawia się kryć w swym schowku, w szkole. Matka postanawia wyeliminować przyjaciółkę Elle, aby ona dostała rolę Dorotki. Chowa ją siłą do skrytki Spike’a, a tam odpadła klamka i wyjście jest niemożliwe. Wkrótce dołączają do nich inne przyjaciółki Elle. Przedstawienie okazało się kompletną klapą, a wszyscy wydostali się ze skrytki. |                                             |                                                  |                   |
| 02 | „Kłótnia przyjaciół”                        | „The Friends Disunited Affair”                   | 4 grudnia 2007    |
| Okradziono sklep Desa. Wtedy Dirk został zatrudniony jako ochroniarz, ale „nadwyrężał” swoją pracę, ponieważ skuł w kajdanki panią w podeszłym wieku. Wtedy Des się zdenerwował, pokłócił się z Dirkiem i zwolnił go. Tymczasem Elle pokłóciła się ze swoimi koleżankami, o to, że Elle chodzi z chłopakiem ich marzeń. Lecz gdy są sami w domu (Elle i jej chłopak) chłopak Elle wyjmuje do obiadu rzeczy, które skradł ze sklepu. Elle go wyrzuca i sprawa się wyjaśnia. Dirk i Des znów są przyjaciółmi, tak samo jak Elle i jej przyjaciółki. |                                             |                                                  |                   |
| 03 | „Taneczna afera Dirka”                      | „The Dirky Dancing Affair”                       | 5 grudnia 2007    |
| |                                             |                                                  |                   |
| 04 | „Dobroczynność zaczyna się w domu”          | „The Charity Begins At Home Affair”              | 6 grudnia 2007    |
| Bannonowie postanawiają przygarnąć bezdomnych ludzi. Dirk uczy ich różnych ćwiczeń dotyczących walk, a Talia nie jest z tego zadowolona, gdyż musi po nich ciągle sprzątać. Tymczasem Des w swojej kawiarni uruchomił niechcący urządzenie przez co znikają różne meble. Dirk również i jego bierze do domu. Spike kocha się w nowej pani od francuskiego. Jego matka przebiera się za mężczyznę, a nauczycielka myśląc, że jest nim naprawdę, zakochuje się w nim. Spike robi wszystko żeby temu zapobiec, ale nie udaje mu się to. W domu niestety panuje większy chaos czego Talia ma dość i kłóci się z Dirkiem. Niedługo jednak się godzą. Elle urządziła kawiarnię Desa na nowo. Okazało się, że zatrudniła też bezdomnych. Nauczycielka od francuskiego wyjechała do Francji, ponieważ źle odebrała pocałunek Talii i Dirka. |                                             |                                                  |                   |
| 05 | „Sprawa nabojów”                            | „The Bullets Over Batley Affair”                 | 7 grudnia 2007    |
| Elle maluje obraz pod tytułem „Moja rodzina” żeby wystawić go na wystawę w kawiarni Desa. Tymczasem Spike eksperymentuje ze swoim przyjacielem Travisem, ponieważ chcą zobaczyć satelitę przelatującą nad Batley. Jednak coś im nie wychodzi i niszczą obraz Elle i naboje rodziców które są ich pamiątką. Spike razem ze swoim przyjacielem chcąc uniknąć kłopotów rysują nowy obraz co nie wychodzi im zbyt dobrze. Talia jest zła na Dirka, gdyż myśli, że to on zniszczył naboje i kłóci się z nim. Jednak Talia potem chce się pogodzić z Dirkiem i kupuje mu łóżko wodne jako prezent. Okazało się, że Dirk kupił psa dla Talii też jako prezent. Na końcu Dirk i Talia są pozbawieni ruchu poprzez elektryczną kulę. Wszyscy w kawiarni myślą, że to są rzeźby i Elle dostaje pierwsze miejsce.                              |                                             |                                                  |                   |
| 06 | „Przewodniczący, bohaterowie i tchórze”     | „The Prefect Storm Affair”                       | 8 grudnia 2007    |
| |                                             |                                                  |                   |
| 07 | „Sprawa dziesiątej butli”                   | „The Tenth Flask Affair”                         | 10 grudnia 2007   |
| |                                             |                                                  |                   |
| 08 | „Trufle ponad wszystko”                     | „The Truffles are Forever Affair”                | 11 grudnia 2007   |
| Dirk od swojego znajomego agenta 000 dostaje paczkę trufli. Nie chce się jednak podzielić nimi z rodziną. W szkole Elle zauważa, że uczniowie źle się zachowują, malują po ścianach, biją się, dlatego dziewczyna zamierza to zmienić. Przebiera się za rapera, który będzie przemawiał do uczniów w sprawie kultury. Ostatecznie raperem zostaje Spike, który ma w tym swój interes. Chce podrzucić kamerę do pokoju dyrektora. Spike zostaje zdemaskowany przez swojego ojca, który był pewien że muzyk to podwójny szpieg. W tym czasie Talia podmienia czekoladki Dirka. Razem z Desem, Dirk próbuje złapać złodzieja trufli. Gdy Dirk domyśla się, że to Talia, okazuje się, że Borys zjadł wszystkie pd nieobecność rodziców.                                                                                                 |                                             |                                                  |                   |
| 09 | „Sprawa horoskopów”                         | „The Up Horoscope! Affair”                       | 12 grudnia 2007   |
| Elle zamierza zostać dziennikarką w szkolnej gazetce. Aby się przypodobać redaktorce piecze ciasteczka. Częstuje także koleżankę z działu horoskopy, która jest uczulona na ciastka. Elle aby załagodzić sytuację zadeklarowała się napisać horoskop. Pomoc znalazła u swojej mamy, która to przebrała się za wróżkę i pomogła jej odnieść sukces. Po krótkim czasie porady wróżki, a nie horoskop Elle cieszył się większym powodzeniem. Dziewczyna postanawia to zmienić. Odkrywa prawdę, że wróżka oszukuje. |                                             |                                                  |                   |
| 10 | „Sprawa inspektorów”                        | „The Inspector Foils Affair”                     | 13 grudnia 2007   |
| |                                             |                                                  |                   |
| 11 | „Sprawa Vladimira Spensky’ego”              | „The Vladimir Spensky Affair”                    | 14 grudnia 2007   |
| Spike założył się z Elle, że pokona wszystkich w każdej dziedzinie sportu. Dziewczyna zaproponowała aby zagrał z Marcy w szachy. Spike się zgodził choć nie umiał w to grać. Talia zaoferowała swoją pomoc. Jednak jej metody nie miały nic wspólnego z grą. Gdy nadszedł czas gry Spike wymyślił, że nie może teraz grać bo trenuje do pojedynku z Vladimirem. Jak się później okazało Vladimir to były chłopak Talii. Zaproponowała mu aby specjalnie przegrał mecz. |                                             |                                                  |                   |
| 12 | „Sprawa szpiega, który za mało mnie kochał” | „The Spy Who Didn’t Quite Love Me Enough Affair” | 17 grudnia 2007   |
| |                                             |                                                  |                   |
| 13 | „Sprawa Albovim”                            | „The Albovian Affair Affair”                     | 18 grudnia 2007   |
| Dirk postanawia napisać książkę o swoim życiu i dochodzi do fragmentu, w którym walczył z Albovianami. Okazuje się, że wtedy Talia była przywódczynią alboviańskich rebeliantów i załatwiła Dirka. Żeby nie doprowadzić do rozwodu, Talia wyprała mu mózg i wszczepiła fałszywe wspomnienia. Jednak jest słowo-klucz – „Złoty Jeżozwierz”, dzięki któremu Dirk może sobie wszystko przypomnieć. Talia nie chce doprowadzić do rozwodu, więc stara się skasować książkę z laptopa Dirka, lecz jej się to nie udaje. Przez przypadek Elle przypomina mu słowo-klucz i Dirk postanawia się rozwieść. Jednak Boris uderza go patelnią w głowę, przez co Dirk zapomina o zdarzeniu i wszystko wraca do normy. |                                             |                                                  |                   |

### Seria druga
| odc. | Polski tytuł                    | Angielski tytuł                  | Premiera w Polsce |
| --- | ------------------------------- | -------------------------------- | ----------------- |
| 14 | „Miłość to sprawa narkotyków”   | „The Love is the Drug Affair”    | 3 marca 2008      |
| Zbliżają się walentynki, a Dirk zapomniał o prezencie dla Tali. Próbuje to naprawić pozorując zamach na swoją żonę wraz z Desem. W tym czasie w szkole El i Donna szykują plan, dzięki któremu Marcy będzie na randce z chłopakiem. W czasie pobytu w restauracji Desa oboje małżonków (Talia i Dirk) mają swój plan. Talia chce wzbudzić zazdrość Dirka, a on chce jej podać eliksir miłości. Lecz przez przypadek eliksir dostaje Spike i widząc Vonga zakochuje się w nim. Niedługo później Dirk próbuje to odkręcić i udaje mu się to. |                                 |                                  |                   |
| 15 | „Miłości nieruchomości”         | „The Des Res Affair”             | 4 marca 2008      |
| |                                 |                                  |                   |
| 16 | „Sprawa quizów”                 | „The Quiz Night Affair”          | 5 marca 2008      |
| |                                 |                                  |                   |
| 17 | „Sprawa talentów z prowincji”   | „The Batley’s Got Talent Affair” | 6 marca 2008      |
| |                                 |                                  |                   |
| 18 | „Sprawa jedzenia”               | „The Live and Let Dine Affair”   | 7 marca 2008      |
| |                                 |                                  |                   |
| 19 | „Afera z Dniem Matki”           | „The Talia’s Day Affair”         | 10 marca 2008     |
| |                                 |                                  |                   |
| 20 | „Sprawa wymuszenia”             | „The Persuasion Affair”          | 11 marca 2008     |
| |                                 |                                  |                   |
| 21 | „Wiedza to potęga”              | „The Knowledge is Power Affair”  | 12 marca 2008     |
| |                                 |                                  |                   |
| 22 | „Sprawa strogonowa”             | „The Stroganoff Night Affair”    | 13 marca 2008     |
| |                                 |                                  |                   |
| 23 | „Sprawa śmiejącego się Lorda”   | „The Laughing Lord Affair”       | 14 marca 2008     |
| |                                 |                                  |                   |
| 24 | „Sprawa nieporozumień słownych” | „The Mum’s the Word Affair”      | 17 marca 2008     |
| |                                 |                                  |                   |
| 25 | „Sprawa ojcostwa”               | „The Who’s the Daddy Affair”     | 18 marca 2008     |
| |                                 |                                  |                   |
| 26 | „Afera z modelingiem”           | „The Bum Deal Affair”            | 19 marca 2008     |
| |                                 |                                  |                   |

### Seria trzecia
| odc. | Polski tytuł                   | Angielski tytuł                  | Premiera w Polsce |
| ---- | ------------------------------ | -------------------------------- | ----------------- |
| 27   | „Sprawa powrotu do Batley”     | „The Back in Batley Affair”      | 1 czerwca 2009    |
|      |                                |                                  |                   |
| 28   | „Sprawa tajnego przepisu Desa” | „The Des Mondi Affair”           | 2 czerwca 2009    |
|      |                                |                                  |                   |
| 29   | „Sprawa lat pięćdziesiątych”   | „The 1950’s Affair”              | 3 czerwca 2009    |
|      |                                |                                  |                   |
| 30   | „Kamila kocha Spike’a”         | „The Cammy Loves Spikes Affair”  | 4 czerwca 2009    |
|      |                                |                                  |                   |
| 31   | „Sprawa rozmowy w Show”        | „The Chat Show Affair”           | 5 czerwca 2009    |
|      |                                |                                  |                   |
| 32   | „Sprawa poparcia”              | „The Back Scratch Affair”        | 8 czerwca 2009    |
|      |                                |                                  |                   |
| 33   | „Szpiegowskie żarcie”          | „The Spy Fod Affair”             | 9 czerwca 2009    |
|      |                                |                                  |                   |
| 34   | „Obręcz, pętla i węszyć”       | „The Hoop Loop Snoop Affair”     | 10 czerwca 2009   |
|      |                                |                                  |                   |
| 35   | „Sprawa Czarnych Wdów”         | „The Black Windows Affair”       | 11 czerwca 2009   |
|      |                                |                                  |                   |
| 36   | „Oszusci układy sumujące”      | „The Fakers & Adders Affair”     | 12 czerwca 2009   |
|      |                                |                                  |                   |
| 37   | „Sprawa pucharu”               | „The Trophy Affair”              | 15 czerwca 2009   |
|      |                                |                                  |                   |
| 38   | „Sprawa elektryczności”        | „The Election Affair”            | 16 czerwca 2009   |
|      |                                |                                  |                   |
| 39   | „Uczeń szpieg”                 | „The Schoolboy Spy Affair”       | 17 czerwca 2009   |
|      |                                |                                  |                   |
| 40   | „Straszny i odpowiedzialny”    | „The Awful Aunty Affair”         | 18 czerwca 2009   |
|      |                                |                                  |                   |
| 41   | „Twardy Spike”                 | „The Thick-Skinned Spike Affair” | 19 czerwca 2009   |
|      |                                |                                  |                   |
| 42   | „Afera z macierzyństwem”       | „The Mother in the Hood Affair”  | 22 czerwca 2009   |
|      |                                |                                  |                   |
| 43   | „Sprawa oszustwa”              | „The Cheating Affair”            | 23 czerwca 2009   |
|      |                                |                                  |                   |
| 44   | „Borys Wspaniały powraca”      | „The Boris Bounces Back Affair”  | 24 czerwca 2009   |
|      |                                |                                  |                   |
| 45   | „Pióro jest mądrzejsze”        | „The Pen is Mightier Affair”     | 25 czerwca 2009   |
|      |                                |                                  |                   |
| 46   | „”                             | „The Brought to Book Affair”     | 15 czerwca 2011   |
|      |                                |                                  |                   |
| 47   | „”                             | „The Day Lover Affair”           |                   |
|      |                                |                                  |                   |